# Сокорново
Соко́рново — деревня в Макарьевском районе Костромской области России. Входит в состав Николо-Макаровского сельского поселения.

## География
Деревня находится в южной части Костромской области, в подзоне южной тайги, на правом берегу реки Унжи, у автодороги Р243143 Кострома — Киров — Пермь (старый номер 34К-143), на расстоянии приблизительно 41 километра (по прямой) к юго-западу от города Макарьева, административного центра района. Абсолютная высота — 107 метров над уровнем моря.

### Климат
Климат характеризуется как умеренно континентальный, с умеренно холодной многоснежной зимой и коротким сравнительно тёплым летом. Средняя температура воздуха самого холодного месяца (января) — −12 °C; самого тёплого месяца (июля) — 18 °C. Безморозный период длится около 130 дней. Продолжительность периода активной вегетации растений (со среднесуточной температурой выше 10 °C) составляет примерно 110—140 дней. Годовое количество атмосферных осадков — около 600 мм, из которых большая часть выпадает в тёплый период. Снежный покров держится в течение 150—155 дней.

### Часовой пояс
Деревня Сокорново, как и вся Костромская область, находится в часовой зоне МСК (московское время). Смещение применяемого времени относительно UTC составляет +3:00.

## История
Первые подробные сведения о деревне Сокорново относятся к ревизской сказке 1858 года, когда в ней на 16 дворах проживали удельные крестьяне — 52 мужчины и 53 женщины. В тот период соседнее село Коршунское (также известное как Вознесенье, Коряково) ещё существовало как отдельный населённый пункт.
По данным Центрального статистического комитета МВД на 1870—1872 годы, в селе Коршунском, расположенном в 45 верстах от уездного города, имелось 4 двора и 19 жителей, а в деревне Сокорново, находившейся в 46 верстах от уездного центра, — 16 дворов и 104 жителя. К 1897 году в Коршунском проживало 20 человек, а в Сокорново — 140. По сведениям 1907 года, в Коршунском было 3 двора и 25 жителей, в Сокорново — 31 двор и 164 жителя. Также рядом с Сокорново упоминается Сокорновский выселок (3 двора, 9 жителей в 1907 году), расположенный не у реки, а у колодца.
В селе Коршунском находилась каменная Вознесенская церковь, построенная в 1800 году на средства прихожан. К её приходу относилось 15 окрестных селений, общее число прихожан превышало 1700 человек. При церкви действовали церковно-приходская (открыта в 1895 году, новое двухэтажное здание построено в 1897 году) и земская школы. В 1904/05 учебном году в церковно-приходской школе обучалось 49 детей (38 мальчиков и 11 девочек). Среди учителей и законоучителей школы в разные годы упоминаются Е. В. Белоусова, А. Н. Попова, О. П. Невзорова, П. Устинов, священники Д. И. Краснопевцев, Е. П. Оделевский, И. С. Касаткин.
Постепенно произошло фактическое слияние поселений, и в документах советского периода Вознесенский сельсовет и Вознесенский храм стали упоминаться в привязке к Сокорново, хотя также встречается название «Коршунское лесничество».
Жители Сокорново и окрестностей традиционно занимались сельским хозяйством, держали скот (коров, овец, свиней, птицу). Были развиты ремёсла: кузнечное дело, работала мельница. Особое значение имело льноводство — женщины выращивали лён, пряли нити, ткали полотно для одежды (в том числе грубые холсты-пестрядины). Мужчины занимались плотницкими работами, лесозаготовками и сплавом леса по Унже, а также изготовлением валяной обуви («катанием валенок») на продажу в других губерниях. Продукцию сельского хозяйства и лесных промыслов (грибы, ягоды) возили на ярмарки в Юрьевец и Кинешму, пользуясь паромной переправой через Унжу.
В 1934 году в деревне был организован колхоз, получивший название «Имени 7-го Конгресса Коминтерна». Первым председателем был Василий Петрович Шибаев, затем Пётр Крылов. Позже колхоз был укрупнён за счёт соседних деревень (Власово, Мартыново, Гребенец, Инково). Контора объединённого колхоза размещалась в доме раскулаченных Говорковых. Дмитрий Захватов, вернувшийся раненым с Первой мировой войны, был председателем Вознесенского сельского совета (размещавшегося в бывшем доме священника), а затем председателем укрупнённого колхоза. Во время Великой Отечественной войны он руководил лесообрабатывающей артелью, которая производила бочки, лыжи, вёдра, сани, конские дуги и другую продукцию, отправлявшуюся преимущественно водным путём. Военные годы были отмечены тяжёлым трудом, в том числе женским и детским, на полях и лесозаготовках; многие жители впоследствии получили статус труженика тыла.
После войны, в 1945 году, вернувшийся с фронта Павел Фёдорович Шибаев стал председателем местного колхоза. В советское время в Сокорново действовала начальная школа (четырёхлетка), затем дети учились в Нежитине или Соловатове. В деревне работали магазин и пекарня.

## Население
| 2008 | 2010 | 2014 |
| ---- | ---- | ---- |
| 26   | ↘24  | ↗25  |

### Национальный состав
Согласно результатам переписи 2002 года, в национальной структуре населения русские составляли 100% из 28 проживавших в деревне человек.

## Инфраструктура
Жители заняты преимущественно в сельском хозяйстве и лесной отрасли. В деревне имеются объекты розничной торговли.